# Pyrausta niveicilialis
Pyrausta niveicilialis là một loài bướm đêm trong họ Crambidae.